# Centralni bantu jezici zone J
Centralni bantu jezici zone J (privatni kod: cnbj) skupi na od  (53) (prije 45) centralnih bantu jezika iz Tanzanije, Ugande, Kenije i Demokratske Republike Kongo. Predstavnici su:
a. Haya-Jita (J.20) (9): haya, jita, kara, kerewe, kwaya, nyambo, subi, talinga-bwisi, zinza;
b. Konzo (J.40) (2): konjo, nande;
c. Masaba-Luyia (J.30), Lukabaras [lkb], Lutachoni [lts], Masaba [myx], Nyole [nuj], Olukhayo [lko], Olumarachi [lri], Olumarama [lrm], Olushisa [lks], Olutsotso [lto], Oluwanga [lwg], 
c1. Luyia makrojezik: bukusu ili lubukusu [bxk], nyala ili istočni nyala [nle], idakho-isukha-tiriki ili luidakho-luisukha-lutirichi [ida], kabras [lkb], khayo [lko], kisa [lks], logooli ili lulogooli [rag], marachi [lri], marama [lrm], nyore ili olunyole [nyd], saamia [lsm], tachoni [lts], tsotso [lto], wanga [lwg].
d. Nyoro-Ganda (J.10) (12): chiga, ganda, gungu, gwere, hema, kenyi, nyankore, nyoro, ruli, singa, soga, tooro;
e. Rwanda-Rundi (J.60) (6): ha, hangaza, rundi, rwanda, shubi, vinza;
f. Shi-Havu (J.50) (8): fuliiru, havu, hunde, joba, kabwari, nyindu, shi, tembo

## Vanjske poveznice
- Ethnologue (14th)
- Ethnologue (15th)